# Pegasus (peixe)
Pegasus é um género de peixes da família Pegasidae com distribuição natural nas águas marinhas costeiras tropicais. O nome deriva de Pégaso, o cavalo alado da mitologia grega, pois o animal parece um cavalo-marinho com asas.

## Espécies
O género contém três espécies:
- Pegasus lancifer Kaup, 1861[4]
- Pegasus laternarius Cuvier, 1816
- Pegasus volitans Linnaeus, 1758